# Raïon de Korkino
Le raïon de Korkino (en russe : Коркинский район, Korskinski raïon) est une subdivision administrative de l'oblast de Tcheliabinsk, en Russie. Son centre administratif est la ville de Korkino.

## Géographie
Le raïon de Korkino est situé à 35 km au sud de Tcheliabinsk, dans l'Oural.

## Économie
L'économie repose sur le secteur de l'industrie, plus spécifiquement sur la chimie et la pétrochimie, la sidérurgie, le papier, l'extraction minière. Une des mines à ciel ouvert y est l'une des plus grandes d'Europe.

## Administration
Le raïon de Korkino est découpé en trois municipalités regroupant sept localités.
| № | Municipalité                 | Centre       | Nombre de localités | Population (2010) |
| - | ---------------------------- | ------------ | ------------------- | ----------------- |
| 1 | Municipalité de Korkino      | Korkino      | 2                   | 38608             |
| 2 | Municipalité de Piervomaïski | Piérvomaïski | 2                   | 10563             |
| 3 | Municipalité de Rosa         | Rosa         | -                   | 14973             |